# Покровка (Сорокинський район)
Покро́вка (рос. Покровка) — село у складі Сорокинського району Тюменської області, Росія.
Населення — 243 особи (2010, 328 у 2002).
Національний склад станом на 2002 рік:
- росіяни — 89 %